# Боброф

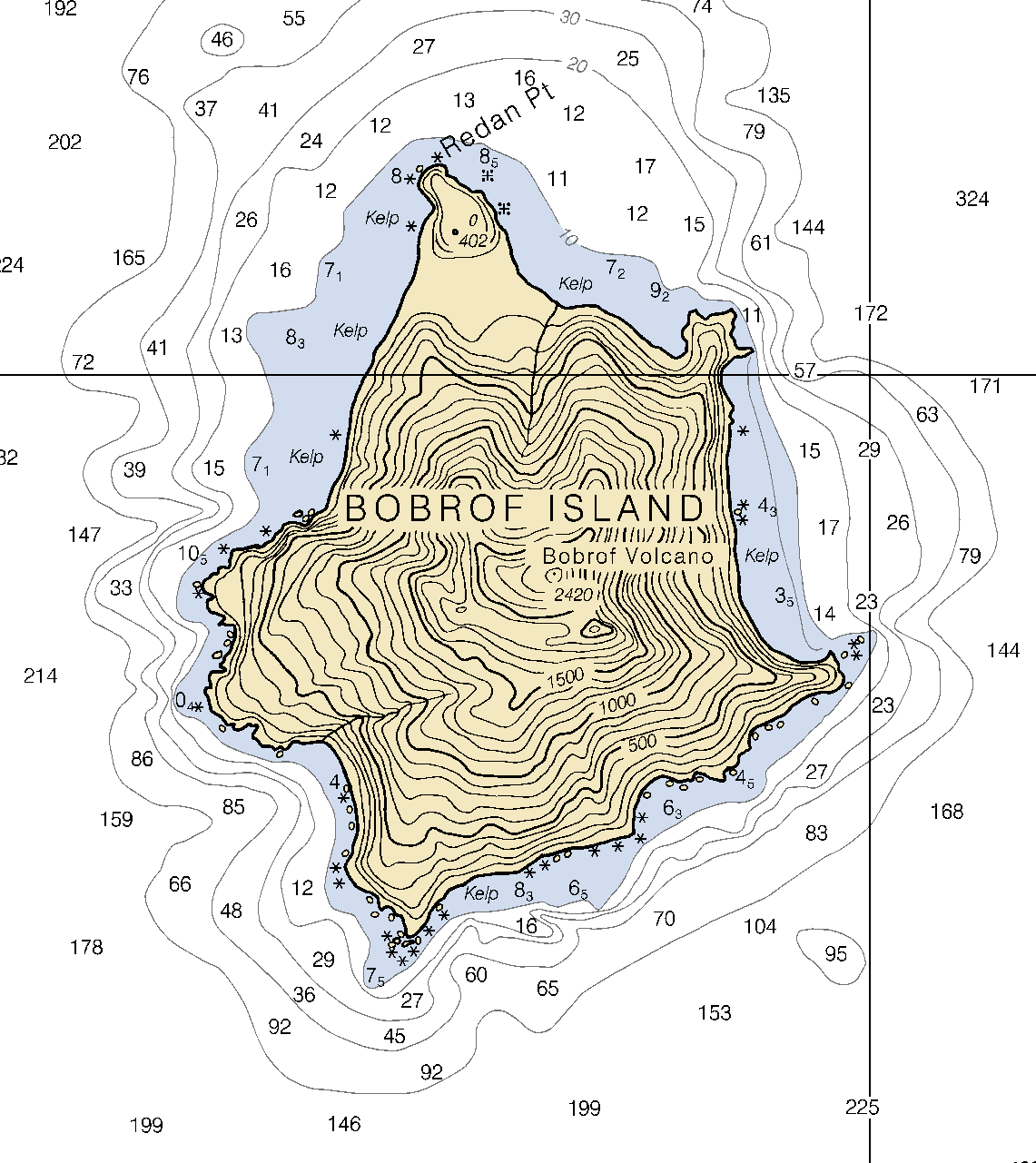
Морська карта острова Боброф

Острів Боброф (алеут. Walĝa) — один з підгрупи Андреянівських островів Алеутських островів на південному заході Аляски, США.  Острів Боброф — невеликий незаселений острів розташований приблизно 14 км на північ і захід від острова Канага та 11 км на північний схід від мису Судак на острові Танага. Острів Боброф  4,2 км у довжину та 2,9 у ширину, на ньому знаходиться однойменний вулкан Боброф. Вулканічний кратер, або конус, був сильно розсічений. Підводні відклади, що прилягають до північно-східного краю острова, свідчать про сходження величезної уламкової лавини.

## Вулкан Боброф
Вулкан Боброф — неактивний стратовулкан, який утворює невеликий острів Боброф. Жодних зареєстрованих вивержень на Боброфі або в його околицях не було. Його вважали голоценовим віком.

### Географія і геологія
На Алясці за історичний час вивергалося щонайменше 50 вулканів, у тому числі на Алеутському архіпелазі. На Аляску припадає близько 80% вулканів Сполучених Штатів, за винятком підводних гір у цьому районі, приблизно 8% вулканів світу, і більшість із них розташовані серед Алеутських островів.  Дуга Алеутських островів утворює північну межу Тихоокеанського вогняного кільця , де тектонічна активність регулярно викликає землетруси та виверження вулканів.
Вважається, що вулкан голоценового віку. Хоча історичних вивержень на Боброфі не було, виверження відбулося на ньому принаймні один раз. Ці дані можуть бути підтверджені відкладами пірокластичного потоку, що містять андезит. Проведенні дослідження пірокластичного матеріалу підтвердили, що Боброф був схильний до вибухової активності. На горі є відклади лави, що також свідчить про активність, властиву на виверженням щитових вулканіа. У зібраних зразках присутні сліди базальтового андезиту та дациту.  Немає повних публікацій про певну геологію Боброфа, лише ті, що містять окремі факти та уривчасту інформацію. 

## Подальше читання
- |b=50|l=en|t=4001|zf=0.0|ms=sel_00dec|dw=17.701027675209602|dh=6.035539041852557|dt=gov.census.aff.domain.map. EnglishMapExtent|if=gif|cx=-170.20089635341083|cy=63.430295928031335|zl=8|pz=8|bo=318:317:316:314:313:323:319|bl=362:393:358:357:356 :355:354|ft=350:349:335:389:388:332:331|fl=381:403:204:380:369:379:368|g=04000US02&-PANEL_ID=p_dt_geo_map&-_lang=en&-geo_id =100$10000US020160001001132&-CONTEXT=dt&-format=&-search_results=100$10000US020500001001047&-ds_name=DEC_2000_SF1_U Острів Боброф: Блок 1132, Переписний район 1, Західна переписна зона Алеутських островів, Аляска Бюро перепису населення США